# Crucifix du Maestro del Bigallo (Florence)
Le Crucifix  du Maestro del Bigallo à Florence est un crucifix peint  en  tempera et or sur bois, réalisé vers 1235-1255 par le dit Maestro del Bigallo, exposé au musée de la loggia del Bigallo  de Florence.

## Histoire
Le Crucifix provient de...

## Description
Le Crucifix respecte les conventions du Christus triumphans, Christ mort mais triomphant sur la croix, issue de l'iconographie religieuse gothique médiévale  occidentale (qui sera à son tour remplacé, par le Christus patiens, résigné à la mode byzantine de Giunta Pisano et ensuite, à la pré-Renaissance, par le Christus dolens des primitifs italiens).
Attributs du Christus triumphans montrant la posture d'un Christ vivant détaché des souffrances de la Croix :
- Tête relevée (quelquefois tournée vers le ciel), ici très grandement auréolée, les cheveux retombant en mèches détaillées sur le haut des épaules,
- yeux ouverts,
- corps droit,
- du sang peut s'écouler des plaies.
- les pieds ne sont pas superposés.

Scènes complémentaires des tabelloni
- Marie et Jean sont représentés en entier de chaque côté des flancs du Christ, sur fond d'or, en figure de douleur (Marie en bleu à gauche, Jean en rouge à droite).
- Les extrémités horizontales de la croix à fond bleu affichent deux anges,
- En haut en cimaise, au-dessus du titulus à fond bleu à l'inscription IC..XC. de l'INRI, Marie entourée de deux anges,
- Au-dessus, en clipeus, le Christ rédempteur, bénissant,
- En soppedaneo, au pied de la croix, le sommet du mont Golgotha (le crâne d'Adam dans son tréfonds) surmonté d'un coq chantant (dont on supposera la présence de Pierre dans la partie manquante à gauche[1] ;  à droite une figure habillée de rouge.

## Analyse stylistique
Comme sur le crucifix du Maestro del Bigallo de Rome, les bras de la Croix  sont à fond bleu, les scènes entourées d'un galon rouge à motifs ronds, rouge également tous les vêtements des anges, le support doré.